# Chiesa di San Michele Arcangelo a Luciano
La chiesa di San Michele Arcangelo a Luciano è situata nel comune di Montelupo Fiorentino.

## Storia
La chiesa è situata nei boschi sopra la località Antinoro, un luogo sede di un insediamento romano di cui sono rimaste un'iscrizione trovata nel cimitero e alcuni frammenti ripiegati nell'edificio ecclesiastico. La prima notizia sulla chiesa di San Michele risale al 1243, quando risulta inserita nello scomparso castello di Luciano di proprietà dei Conti Alberti; nello stesso documento è riportato l'atto di giuramento che il suo rettore fece al pievano di Signa, pieve da cui dipendeva nonostante la grande distanza che le separava.
Negli anni seguenti la situazione economica della chiesa fu sempre difficile e instabile, ma questo non impedì al rettore, prete Michele, di permutare la chiesa di Luciano con la pieve di Signa in data 3 aprile 1319. La situazione territoriale della parrocchia è ben spiegata in un atto del 31 ottobre 1306 quando fu rogato un Attum in populo Sancti Michaelis de Luciano de communi Montislupi in castro domini baldi de frescobaldi; a quel tempo quindi la chiesa di Luciano era nel comune di Montelupo e di patronato della famiglia Frescobaldi.
Il territorio della parrocchia andò incontro ad un rapido spopolamento e già nel 1422 fu annessa alla vicina chiesa di San Vito. Dopo annessione alla chiesa venne comunque unita la chiesa di San Mamante situata presso Signa ma la chiesa di Luciano continuò lentamente a decadere. Il 15 giugno 1575, in occasione di una visita apostolica, venne trovata in completa rovina.
Probabilmente in seguito i Frescobaldi finanziarono il suo restauro ma oggi la chiesa si trova in uno stato di completo abbandono.

## Descrizione
La chiesa di San Michele arcangelo è un piccolo edificio ad aula rettangolare, coperta a doppia falda e conclusa da un'abside semicircolare. Tutto il complesso è databile alla fine del XII secolo.
La chiesa è immersa nei boschi dell'Antinoro in posizione dominate sulla via Livornese ed è raggiungibile solo da un sentiero che attraversa il bosco e un'oliveta.

### Esterno

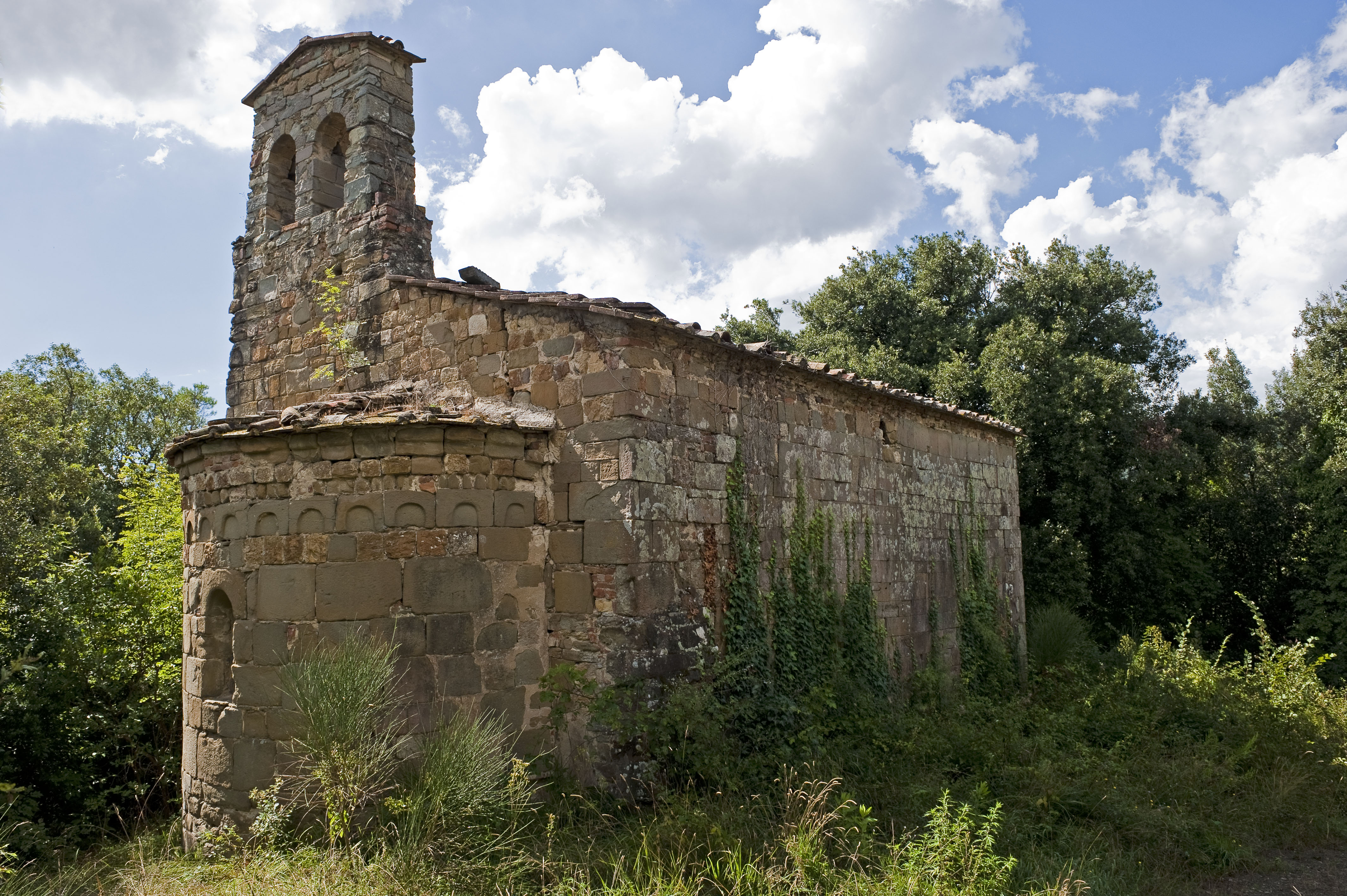
Tribuna e fiancata sinistra

L'edificio originale era stato realizzato completamente in pietra serena cavata presso l'Arno mentre le fondamenta sono in bozze di calcare alberese cavate localmente. Il paramento è in conci di arenaria grigia ben squadrati e disposti a corsi orizzontali e paralleli molto regolari.
La facciata è a capanna e sono chiaramente visibili i segni di antiche lesioni e dei conseguenti rifacimenti. Al centro si trova il portale, i cui stipiti sono frutto di un rifacimento, coronato da un arco a tutto sesto; sopra e ai lati del portale sono inseriti dei marmi provenienti da edifici di epoca romana (si tratta di frammenti architravi) e inseriti a scopo decorativo. Nel XVII secolo, forse in seguito ad un crollo, la facciata venne ridefinita e l'originale paramento murario in pietra serena venne sostituito, nelle parti danneggiate, con bozze di pietra calcarea e poi intonacato. Sopra al portale si trova una finestra a campana.
La fiancata settentrionale è priva di aperture e anche qui sono visibili i segni di numerosi rifacimenti. La fiancata meridionale è quella che ha più conservato brani del paramento originario ed era aperta da un portalino architravato oggi tamponato con mattoni.
La parte più interessante dell'edificio è la tribuna. La tribuna mostra il volume semicilindrico dell'abside, realizzata in pietra arenaria ed aperta da una monofora a doppio strombo con archivolto monolitico. L'abside presenta un elaborato coronamento: al di sopra di una fascia di bozze di calcare alberese di color ocra è stata collocata una serie di archetti appena scolpiti in pietra arenaria e sopra di essi si trovano due strati composta da frammenti di mattoni e bozze di arenaria disposte a dente di sega.
Sul fianco sinistro si trova il campanile a vela biforo in arenaria; il campanile è stato aggiunto in una fase molto più tarda rispetto alla fondazione.

### Interno
Il paramento murario all'interno è in uno stato di conservazione migliore rispetto all'esterno. Nella controfacciata il portale ha ancora l'arco a tutto sesto privo di architrave ed è sorretto da mensoloni.
Se il volume dell'abside da fuori è interessante, dall'interno non è da meno: la calotta è interamente affrescata con una grande scena raffigurante il Giudizio Universale tra la Madonna e San Giovanni Battista, opera di un ignoto artista dei primi del XV secolo. Altre tracce di affresco si trovano nello stipo ricavato dopo il tamponamento del portale laterale.

#### Immagini dell'affresco

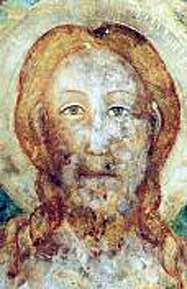
Particolare del volto di Gesù
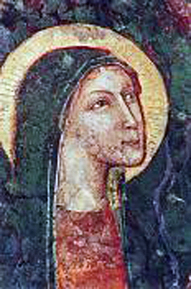
la Madonna
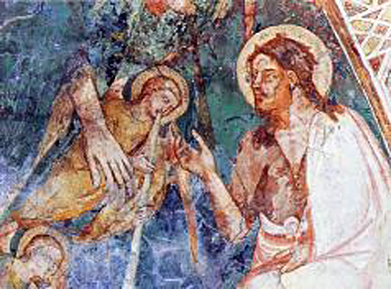
La figura del San Giovanni Battista